# Brian Posehn
Brian Posehn (Sacramento, 6 de julho de 1966) é um ator, dublador, roteirista, músico, quadrinista e comediante estadunidense. Também participou de vários filmes para TV e cinema. Na maioria de suas piadas ele costuma contar fatos de sua vida.
É popular por ter interpretado o geólogo Bert Kibbler na série de comédia The Big Bang Theory e por ter feito a dublagem de Axel no jogo Minecraft: Story Mode da TellTale Games.

## Vida pessoal
Posehn casou-se com Melanie Truhett em 2004 e tem um filho com ela. Embora tenha sido conhecido por seu uso de maconha, Posehn parou de fumar maconha em 2011. Posehn possui 2 metros de altura.

## Quadrinhos
Em 2006, Posehn co-escreveu a história em quadrinhos "The Last Christmas" com o escritor Gerry Duggan, publicado pela Image Comics.
Como parte do Marvel NOW!, Posehn e Gerry Duggan co-escreveram a série de quadrinhos em andamento de Deadpool, lançada em novembro de 2012, com duração de 45 edições. O trabalho deles terminaram em abril de 2015. As seis primeiras edições foram ilustradas por Tony Moore.

## Filmografia

### Filmes
| Ano  | Título                                    | Personagem               | Notas             |
| ---- | ----------------------------------------- | ------------------------ | ----------------- |
| 1998 | The Wedding Singer                        | Homem na mesa 9          | Não creditado     |
| 2000 | The Independent                           | Fã                       | Não creditado     |
| 2000 | Desperate But Not Serious                 | Autor #2                 |                   |
| 2002 | Run Ronnie Run!                           | Tank                     | Também roteirista |
| 2002 | Sorority Boys                             | Haggard Alum             |                   |
| 2003 | Dumb and Dumberer: When Harry Met Lloyd   | Balconista               |                   |
| 2003 | Grind                                     | Orville the Scraggly Guy |                   |
| 2003 | Brother Bear                              | Voz                      |                   |
| 2004 | Adventures in Homeschooling               | Eugene Drifke            | Curta-metragem    |
| 2004 | Eulogy                                    | Video Store Clerk        |                   |
| 2005 | Sarah Silverman: Jesus Is Magic           | Amigos                   |                   |
| 2005 | Cake Boy                                  | Darrel                   |                   |
| 2005 | The Devil's Rejects                       | Jimmy                    |                   |
| 2005 | Pom Poko                                  | Hayashi (voz)            | Dublagem          |
| 2006 | Sleeping Dogs Lie                         | Randy                    |                   |
| 2006 | Ergo Proxy                                | Policial #2              |                   |
| 2007 | Smiley Face                               | Motorista de ônibus      |                   |
| 2007 | Undead or Alive                           | Ben                      |                   |
| 2007 | Surf's Up                                 | Glen Maverick (voz)      |                   |
| 2007 | Fantastic Four: Rise of the Silver Surfer | Ministro do casamento    |                   |
| 2008 | Spy School                                | Grissom                  |                   |
| 2008 | Sex Drive                                 | Carney                   |                   |
| 2009 | The Haunted World of El Superbeasto       | Murray (voz)             |                   |
| 2010 | Scooby-Doo! Abracadabra-Doo               | Marlon Whirlen (voz)     |                   |
| 2011 | Lloyd the Conqueror                       | Andy                     |                   |
| 2012 | The Five-Year Engagement                  | Tarquin                  |                   |
| 2013 | Knights of Badassdom                      | Gilberto                 |                   |
| 2015 | Hell and Back                             | Cleb (voz)               |                   |
| 2015 | Uncle Nick                                | Tio Nick                 |                   |
| 2017 | Captain Underpants: The First Epic Movie  | Mr. Rected (voz)         |                   |

### Televisão
| Ano        | Título                                           | Personagem                                                  | Notas                                                             |
| ---------- | ------------------------------------------------ | ----------------------------------------------------------- | ----------------------------------------------------------------- |
| 1995       | Empty Nest                                       | Pintor                                                      | Episódio: "Harry Weston: Man's Best Friend"                       |
| 1995–1998  | Mr. Show with Bob and David                      | Varios                                                      | 21 episódios, também roteirista                                   |
| 1996       | Friends                                          | Mensageiro                                                  | Episódio: "The One Where Dr. Ramoray Dies"                        |
| 1996       | Party Girl                                       | Patrão#1                                                    | Episódio: "Pilot"                                                 |
| 1997, 2001 | Everybody Loves Raymond                          | Walter / Warren                                             | 2 episódios                                                       |
| 1997–1998  | NewsRadio                                        | Brian / Fan                                                 | 2 episódios                                                       |
| 1998       | Jenny                                            | Convidado                                                   | Episódio: "A Girl's Gotta Hang with a Celebrity"                  |
| 1998       | Veronica's Closet                                | Marceneiro                                                  | Episódio:"Veronica's Divorce Papers"                              |
| 1998       | Seinfeld                                         | Artie                                                       | Episódio: "The Burning"                                           |
| 1998       | The Army Show                                    | Eddie                                                       | 5 episódios                                                       |
| 1999       | Maggie                                           | Janitor                                                     | Episódios "This Is Just a Test"                                   |
| 1999–2002  | Mission Hill                                     | Jim Kuback (voz)                                            | 13 episódios                                                      |
| 1999       | Jesse                                            | Terry                                                       | Episódio: "Momma Was a Rollin' Stone"                             |
| 1999–2003  | Just Shoot Me!                                   | Kevin Liotta                                                | 29 episódios                                                      |
| 2001       | Clerks: The Animated Series                      | Várias vozes                                                | 3 episódios                                                       |
| 2001       | Becker                                           | George                                                      | Episódio: "The Ugly Truth"                                        |
| 2002       | Comedy Central Presents                          | Himself                                                     | Especial de comédia                                               |
| 2002–2007  | Kim Possible                                     | Cousin Larry (voz)                                          | 5 episódios                                                       |
| 2002–2003  | 3 South                                          | Del                                                         | 13 episódios                                                      |
| 2003       | Ozzy & Drix                                      | Sylvian Fisher (voz)                                        | Episódio: "Growth"                                                |
| 2003       | Crank Yankers                                    | Clay (voz)                                                  | Episódio:"2.19"                                                   |
| 2003       | Aqua Teen Hunger Force                           | The Real Wisdom Cube (voz)                                  | Episódio: "The Cubing"                                            |
| 2003–2004  | The Man Show                                     |                                                             | Roteirista                                                        |
| 2004       | Method & Red                                     | Guard                                                       | Episódio: "Pilot"                                                 |
| 2004–2005  | The Bernie Mac Show                              | David                                                       | 2 episódios                                                       |
| 2005       | American Dad!                                    | Dan Vebber (voz)                                            | Episódio: "All About Steve"                                       |
| 2005       | Cheap Seats: Without Ron Parker                  | Craig Bogie                                                 | Episódio: "Kids Putt-Putt/Double Dutch"                           |
| 2005–2006  | Tom Goes to the Mayor                            | Gibbons (voz)                                               | 4 episódios                                                       |
| 2006       | Re-Animated                                      | Crocco (voz)                                                | Filme para televisão                                              |
| 2006–2007  | Reno 911!                                        | Coronel Stevie                                              | 3 episódios                                                       |
| 2007       | Tim and Eric Awesome Show, Great Job!            | Gibbons (voz)                                               | Episódio: "Friends"                                               |
| 2007–2010  | The Sarah Silverman Program                      | Brian Spukowski                                             | 32 episódios                                                      |
| 2007–2008  | Human Giant                                      | Vários personagem                                           | 5 episódios                                                       |
| 2007–2008  | Out of Jimmy's Head                              | Crocco (voz)                                                | 18 episódios                                                      |
| 2008       | Mighty B!                                        | Homem da bicicleta (voz)                                    | Episódio:"So Happy Together/Sweet Sixteenth"                      |
| 2008       | Transformers: Animated                           | Nino Sexton/Nanosec (voz)                                   | 2 episódios                                                       |
| 2008–2012  | Metalocalypse                                    | Melward Fjordslorn (voz)                                    | Episódio: "Dethsources"; also writer                              |
| 2008       | Californication                                  | Esocês                                                      | Episódio:"Slip of the Tongue"                                     |
| 2008       | Comedy Central Presents: 2008 Breakout Comedians | Ele mesmo                                                   | Especial                                                          |
| 2010       | Adventure Time                                   | Vendedor #1 (voz)                                           | Episódio: "Business Time"                                         |
| 2010       | The Penguins of Madagascar                       | Duane (voz)                                                 | Episódio: "Stop Bugging Me/Field Tripped"                         |
| 2010–2011  | Sym-Bionic Titan                                 | Octus/Newton (voz)                                          | 19 episódios                                                      |
| 2010       | The Suite Life on Deck                           | Dr. Cork                                                    | Episódio: "Frozen"                                                |
| 2010–2011  | Nick Swardson's Pretend Time                     |                                                             | Roteirista                                                        |
| 2011       | Bob's Burgers                                    | Choo-Choo (voz)                                             | Episódio: "Spaghetti Western and Meatballs"                       |
| 2012       | Holliston                                        | Clerk                                                       | Episódio: "Skunked"                                               |
| 2012       | Conan                                            | Membro da audiência                                         | Episódio: "Never Bring a Knife to a Hot Dog Eating Contest"       |
| 2012       | Guys with Kids                                   | Victor                                                      | 3 episódios                                                       |
| 2013       | Newsreaders                                      | Ames MacKenzie                                              | Episódio: "Auto Erotic"                                           |
| 2012–2013  | Anger Management                                 | Brian                                                       | Episódio: "Charlie and Kate Start a Sex Study"; também roteirista |
| 2013–2019  | The Big Bang Theory                              | Bert Kibbler                                                | Elenco recorrente; 15 episódios                                   |
| 2014–2016  | Uncle Grandpa                                    | Charlie Burgers (voz)                                       | 3 episódios                                                       |
| 2014–2015  | New Girl                                         | Professor de biologia                                       | 5 episódios                                                       |
| 2014       | Community                                        | Bixel                                                       | Episódios: "App Development and Condiments"                       |
| 2014–2020  | Steven Universe                                  | Sour Cream (voz)                                            | 11 episódios                                                      |
| 2015       | Penn Zero: Part-Time Hero                        | Bola de praia (voz)                                         | Episódio: "Balls!"                                                |
| 2015       | Star vs. the Forces of Evil                      | Lobster Claws (voz)                                         | 2 episódios                                                       |
| 2015       | W/ Bob and David                                 | Various                                                     | 4 episódios                                                       |
| 2016       | Lady Dynamite                                    | Sebastian                                                   | Episódio: "Pilot"                                                 |
| 2016       | You're the Worst                                 | Himself                                                     | Episódio: "The Inherent, Unsullied Qualitative Value of Anything" |
| 2017       | The Simpsons                                     | Dumlee (voz)                                                | Episódio: "A Father's Watch"                                      |
| 2018       | Teachers                                         | Zeke                                                        | Episódio: "Hello, Goodbye"                                        |
| 2019       | The Mandalorian                                  | Piloto                                                      | Episódio: "Chapter 1"                                             |
| 2020       | DreamWorks Dragons: Rescue Riders                | Gludge                                                      | Episódio: "Belly Flop"                                            |
| 2021       | Star Trek: Lower Decks                           | Queen Pakled/Out-of-Breath Pakled / Pakled Delegate 2 (voz) | Episódio: "The Spy Humongous"                                     |
| 2021       | M.O.D.O.K.                                       | General Dagger (voz)                                        | Episódio: "Tales from the Great Bar Mitzvah War!"                 |

### Clipes

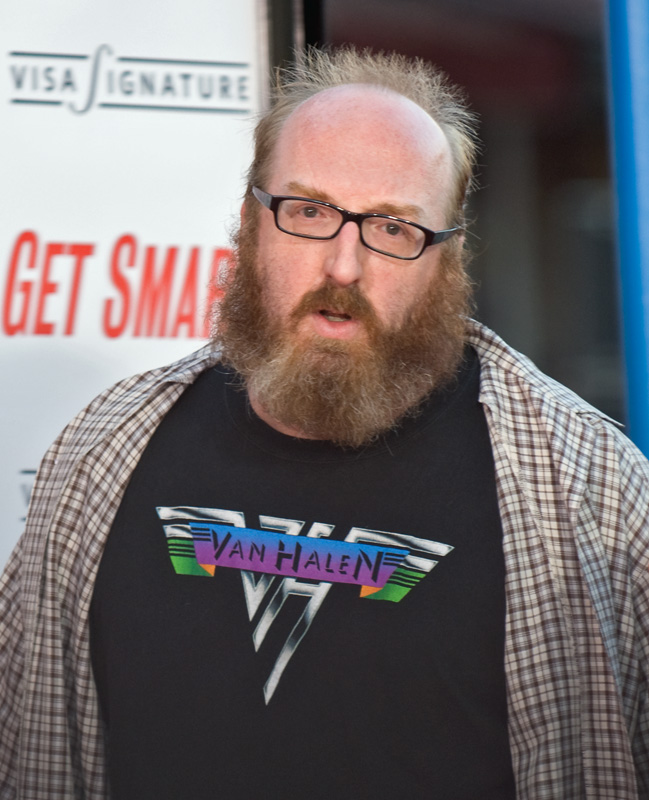
Posehn em junho de 2008

| Ano  | Artista | Música              |
| 2016 | Anthrax | "Blood Eagle Wings" |

### Vídeo-games
| Year | Título                               | Peronsagem   |
| ---- | ------------------------------------ | ------------ |
| 2004 | Halo 2                               | Grunt (voz)  |
| 2009 | Cartoon Network Universe: FusionFall | Octus (voz)  |
| 2009 | Brütal Legend                        | Hunter (voz) |
| 2015 | Minecraft: Story Mode                | Axel (voz)   |

### Podcasts
| Ano           | Título     |
| ------------- | ---------- |
| 2012–Presente | Nerd Poker |